# Tales from the Loop
Tales from the Loop ist eine US-amerikanische Science-Fiction-Fernsehserie, die auf dem gleichnamigen Artbook des schwedischen Künstlers Simon Stålenhag basiert. Alle acht Episoden der ersten Staffel wurden am 3. April 2020 auf Prime Video veröffentlicht.

## Handlung
Die Serie spielt zu einer unbestimmten Zeit (anhand der Ausstattung als etwa frühe 80er erkennbar) im Dorf Mercer im US-Bundesstaat Ohio. Unter dem Dorf befindet sich eine unterirdische Forschungseinrichtung, das Mercer Center for Experimental Physics (MCEP), auch The Loop (schwedisch: Slingan) genannt. Die Einflüsse des Loops und der dort durchgeführten Experimente führen im Dorf zu merkwürdigen Begebenheiten, die das Thema der Serie bilden.
Nach einem einführenden Monolog des Chefs der MCEP erzählt jede Episode eine auf den ersten Blick eigenständige und doch mit den anderen verbundene Geschichte rund um die Einwohner der Stadt Mercer mit einer jeweils wechselnden Hauptfigur im Zentrum. Dabei sind oftmals Artefakte in den Episoden zu sehen, wie sie auch in Stålenhags Graphic Novel erscheinen, diese haben aber nicht unbedingt eine tragende Funktion für die Handlung, so etwa der schwebende Traktor in der Episode „Gaddis“ (siehe MacGuffin). Wiederkehrende Themen sind Zeitreisen und Parallelwelten und dadurch Begegnungen mit der eigenen Person.

## Besetzung und Synchronisation
Die deutsche Synchronisation entstand unter der Dialogregie von Karlo Hackenberger und dem Dialogbuch von Claudia Otto bei Scalamedia.
| Rolle         | Darsteller                | Synchronsprecher          |
| ------------- | ------------------------- | ------------------------- |
| Loretta       | Rebecca Hall              | Manja Doering             |
| Loretta       | Abby Ryder Fortson (jung) | Hedda Erlebach            |
| Danny Jansson | Tyler Barnhardt           | Sebastian Fitzner         |
| Jakob         | Daniel Zolghadri          | Tom Raczko                |
| Cole          | Duncan Joiner             | Jaron Müller              |
| Gaddis        | Ato Essandoh              | Sascha Rotermund          |
| Stacey        | Christin Park             |                           |
| May           | Nicole Law                | Anna Gamburg              |
| George        | Paul Schneider            | Karlo Hackenberger        |
| George        | Emjay Anthony (jung)      | Linus Drews               |
| Russ          | Jonathan Pryce            | Lutz Riedel               |
| Klara         | Jane Alexander            | Katharina Lopinski        |
| Ed            | Dan Bakkedahl             | Lutz Schnell              |
| Kate          | Lauren Weedman            | Victoria Sturm            |
| Beth          | Alessandra de Sa Pereira  |                           |
| Xiu           | Leann Lei                 | Regina Gisbertz           |
| Ethan         | Danny Kang                | Sebastian Kluckert        |
| Lucas         | Dominic Rains             | Alexander Doering         |
| Alex          | Jon Kortajarena           | Sebastian Christoph Jacob |
| Kent          | Brian Maillard            | Rainer Fritzsche          |
| Alma          | Elektra Kilbey            |                           |
| Sarah         | Stefanie Estes            | Gundi Eberhard            |

## Episodenliste
| Nr. | Deutscher Titel             | Originaltitel | Regie            | Drehbuch          |
| --- | --------------------------- | ------------- | ---------------- | ----------------- |
| 1 | Der Loop                    | Loop          | Mark Romanek     | Nathaniel Halpern |
| Die Schülerin Loretta beobachtet ihre Mutter Alma, die „im Loop“ angestellt ist, wie sie zuhause mit einem Objekt arbeitet, das sie von dort mitgenommen hat. Am nächsten Morgen sind ihre Mutter und ihr Haus verschwunden. Im Wald trifft sie auf Cole, einen Jungen aus der Nachbarschaft, der sie mit nach Hause nimmt. In der Figur von Coles Mutter begegnet sie ihrem älteren Ich. Russ, der Leiter des MCEP, ist ihr Schwiegervater. Im Loop setzen sie gemeinsam das Objekt, das ein Bestandteil der „Eklipse“ – einer aus schwarzen Kristallstrukturen zusammengesetzten Monumentalkugel – ist, wieder ein. Alle Geschehnisse hängen mit dem Betrieb der „Eklipse“ zusammen und als diese repariert ist, findet Loretta wieder in ihre Zeit zurück. |                             |               |                  |                   |
| 2 | Ich und du                  | Transpose     | So Yong Kim      | Nathaniel Halpern |
| Jakob, der ältere Sohn von Loretta, und sein Freund Danny finden im Wald eine Metallkugel, die ihnen ermöglicht, ihre Körper zu tauschen. Nach einem Tag im Körper des anderen geraten sie in Streit, weil Danny, der aufgrund seiner schlechten Schulnoten wenig Zukunftsperspektiven hat, nicht zurück möchte. Jakob geht in Dannys Körper alleine zurück zur Kugel und wird dort bewusstlos gefunden. Die Kugel wird von Arbeitern zerlegt. Wenig später sieht Danny, der Jakobs Leben weiterlebt, einen Roboter aus dem Wald bei seinem Haus und glaubt, seinen Freund zu erkennen. |                             |               |                  |                   |
| 3 | Für immer und ewig          | Stasis        | Dearbhla Walsh   | Nathaniel Halpern |
| Jakobs Freundin May findet im See ein Gerät, mit dem sie die Zeit anhalten kann. Sie benutzt es, um Zeit mit Ethan zu verbringen, den sie an diesem Tag kennengelernt hat, während die übrige Stadt eingefroren ist. Sie führen mehrere Wochen lang eine Beziehung, bemerken dann aber, dass das Gerät nicht mehr funktioniert. Auf der Suche nach einem Ersatzteil geraten sie in Streit, als sie Mays Mutter beim Seitensprung finden. Ethan begibt sich in die Stasis und verlässt May damit, kurz bevor sie die Zeit wieder startet. Sie nimmt seine Liebeserklärung später nicht an und trennt sich auch von Jakob. |                             |               |                  |                   |
| 4 | Echolot                     | Echo Sphere   | Andrew Stanton   | Nathaniel Halpern |
| Cole erfährt in einer „Echokugel“, die ihm ein langes Leben prophezeit, vom nahen Tod seines Großvaters. Loretta, die die Leitung des MCEP übernommen hat, erklärt ihm, dass auch ihre Forschung, die Unmögliches möglich macht, nichts daran ändern kann. Russ stirbt und wird eingeäschert. |                             |               |                  |                   |
| 5 | Kontrolle                   | Control       | Tim Mielants     | Nathaniel Halpern |
| Dannys Vater Ed trauert um seinen Sohn, der weiterhin im Koma liegt. Nach einem vermeintlichen Einbruch in sein Haus kauft er sich einen durch Gesten gesteuerten Industrieroboter, mit dem er nachts Wache hält, um seine gehörlose Tochter und seine Frau zu schützen. Es stellt sich heraus, dass Danny im Körper von Jakob Kontakt mit seiner Schwester hat. Als Ed seine Tochter mit dem Roboter gefährdet, zieht seine Frau mit dem Kind aus. Ed verkauft den Roboter und löst damit die finanziellen Probleme der Familie, die danach wieder zusammenfindet. |                             |               |                  |                   |
| 6 | Gaddis                      | Parallel      | Charlie McDowell | Nathaniel Halpern |
| Gaddis gelangt durch einen defekten Traktor in eine andere Welt. In dieser Welt ist er nicht einsam, sondern mit Alex zusammen. Was sich zunächst als seine Wunschvorstellung von Leben darstellt, entpuppt sich schnell als nicht so rosig. Alex, zu dem er sich hingezogen fühlt, und er haben Sex, jedoch ist Alex in dieser Welt überhaupt nicht treu und es hatte für ihn keine Bedeutung. Da er in dieser Welt festhängt, lernt er in einer Bar Kent kennen, der in seiner Welt nicht seinen Vorstellungen entsprach, in dieser Welt jedoch nett zu sein scheint. |                             |               |                  |                   |
| 7 | George                      | Enemies       | Ti West          | Nathaniel Halpern |
| Auf einer geheimnisvollen Insel, auf die er unfreiwillig von seinen Freunden gelockt und ausgesetzt wird, wird der junge George von einer Wasserschlange gebissen und verliert dadurch seinen linken Arm. Er entdeckt einen menschenähnlichen Roboter, den sein Vater als Prototyp entwickelt und dort vor menschlichen Anfeindungen in Sicherheit gebracht hatte. |                             |               |                  |                   |
| 8 | Als wäre es gestern gewesen | Home          | Jodie Foster     | Nathaniel Halpern |
| Auf der Suche nach seinem verschwundenen Bruder Jakob unternimmt Cole den Versuch, die Vergangenheit zurückzuholen. Er entdeckt seinen Geist in einem einsamen Roboter im Wald. Nach einem Kampf mit einem anderen Roboter „stirbt“ Jakob. Aufgrund eines mysteriösen Baches, nach dessen Durchquerung die Zeit für ihn sehr langsam verläuft, kehrt er erst nach mehreren Jahren in seine Familie zurück. Zwischenzeitlich sind seine Großmutter und sein Vater verstorben. Seine Mutter ist merklich gealtert und tief gerührt. Lediglich seine Lehrerin ist scheinbar nicht gealtert: Sie offenbart sich als Roboter. |                             |               |                  |                   |
| Am 3. April 2020 wurden alle Folgen der Staffel gleichzeitig bei Prime Video veröffentlicht. |                             |               |                  |                   |